# Onthophagus delahayei
Onthophagus delahayei là một loài bọ cánh cứng trong họ Bọ hung (Scarabaeidae).